# Schwarze Wand
Schwarze Wand to szczyt w grupie Venedigergruppe, w Wysokich Taurach w Alpach Wschodnich. Leży w Austrii w Tyrolu Wschodnim.
Pierwszego wejścia, 1864 r., dokonali R. v. Lendenfeld, Urban Steiner i Balthasar Ploner.